# Мидвейл
 Тази статия е за града в Юта.  За града в Айдахо вижте Мидвейл (Айдахо).  
Мидвейл (на английски: Midvale) е град в окръг Солт Лейк, щата Юта, САЩ. Мидвейл е с население от 27 029 жители (2000) и обща площ от 15,1 km². Намира се на 1336 m надморска височина. ЗИП кодът му е 84047, а телефонният му код е 385, 801.